# Giorgia Volpe
Giorgia Volpe est née en 1969 à São Paulo. Elle est une artiste multidisciplinaire qui vit et travaille à Québec depuis 1998.

## Biographie
Elle est titulaire d'un baccalauréat en enseignement des arts plastiques de l’Université de Sao Paulo et d’une maîtrise en arts visuels à l’Université Laval,. 
Son art questionne l'humain, l'environnement, les rapports de société,. 
Elle a participé à des centaines d'expositions, de chantiers laboratoires,, et de résidences d'artistes à travers le monde.

## Prix et distinctions
- 2023 : Prix d’excellence des arts et de la culture, Prix Videre Reconnaissance en arts visuels
- 2017 : Prix d’excellence des arts et de la culture, Prix Videre Création en arts visuels

## Œuvres collaboratives, performatives et expositions
- 2023 : Musée de l’eau, installation en collaboration avec la Ville de Québec[11]
- 2022 : OPEN ART Festival, biennale d’art public de Scandinavie, Örebro, Suède[12]
- 2021 : Exercices de mémoire, centre d’art actuel Langage Plus, Alma[13]
- 2019 : Flow, (Philadelphia Sculptors), Philadelphie, Independence Seaport Museum[14]
- 2018 : Échange Québec,  Xi’an, Chine
- 2017 : Tisser l'existant, Circulation: Galerie d'art Foreman, Université Bishop's; Mount Saint Vincent University Art Gallery; Musée du Bas-Saint-Laurent, Maison Hamel-Bruneau
- 2017 : 10e Biennale d'estampe de Trois-Rivières
- 2017 : Géopoétique, exposition à la Galerie d'art Stewart Hall
- 2017 : Territoire Textile
- 2016 : Point de rencontre, œuvre collaborative pour l'exposition inaugurale du pavillon Pierre Lassonde, Musée national des beaux-arts du Québec
- 2011 : Mues et entrelacs, Sagamie[15]
- 2008 : Point de rencontre, Square Cabot, Montréal
- 2006 : Éponges, Fonderie Darling

## Galerie

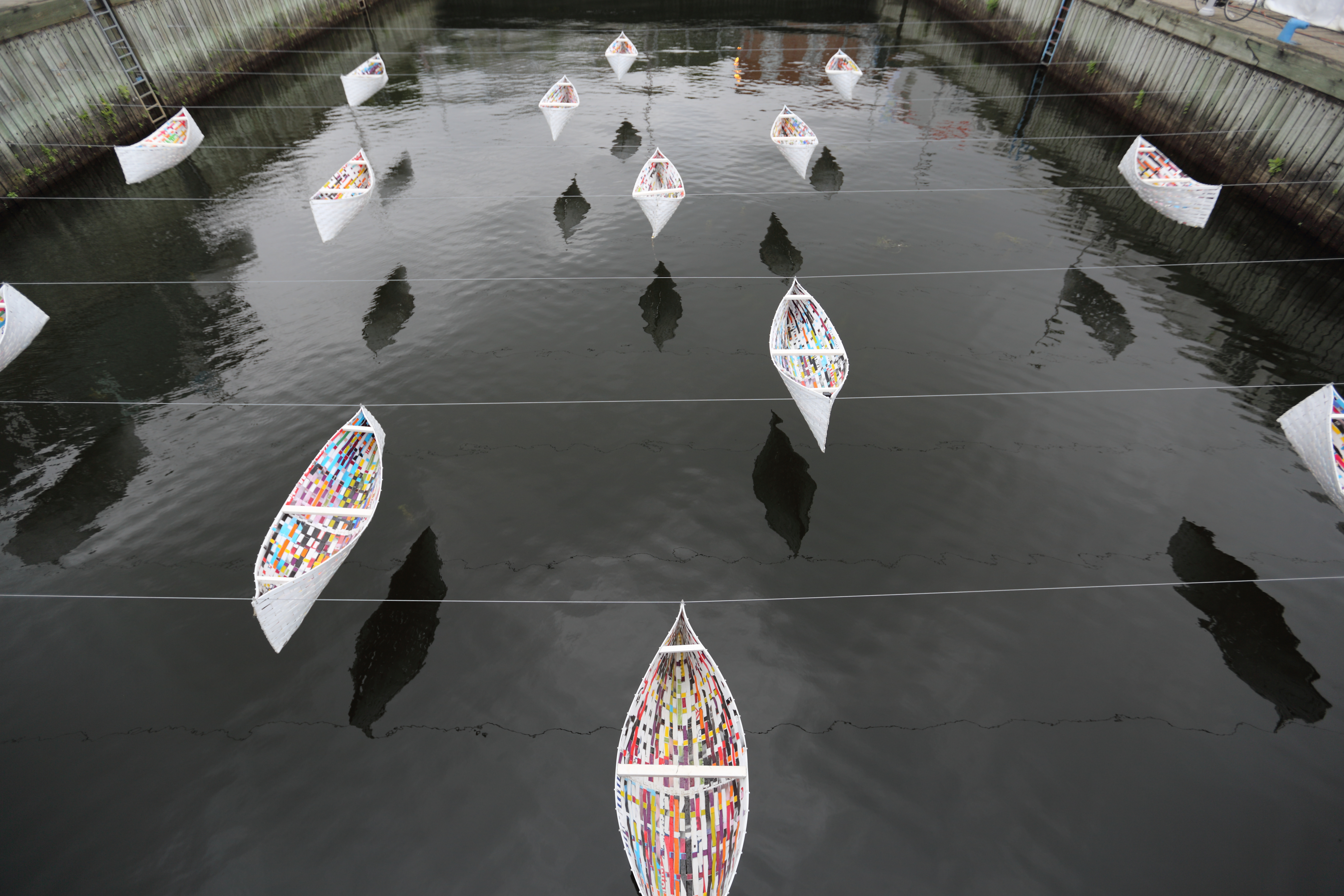
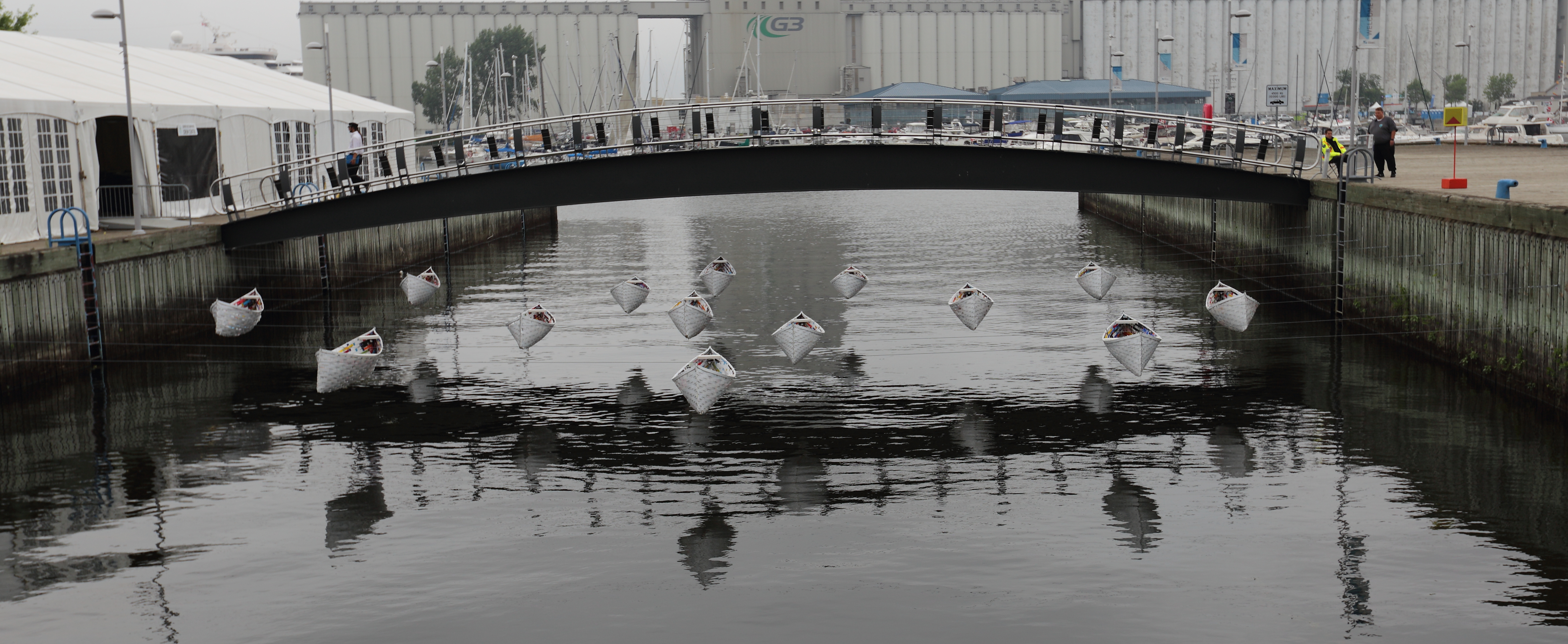
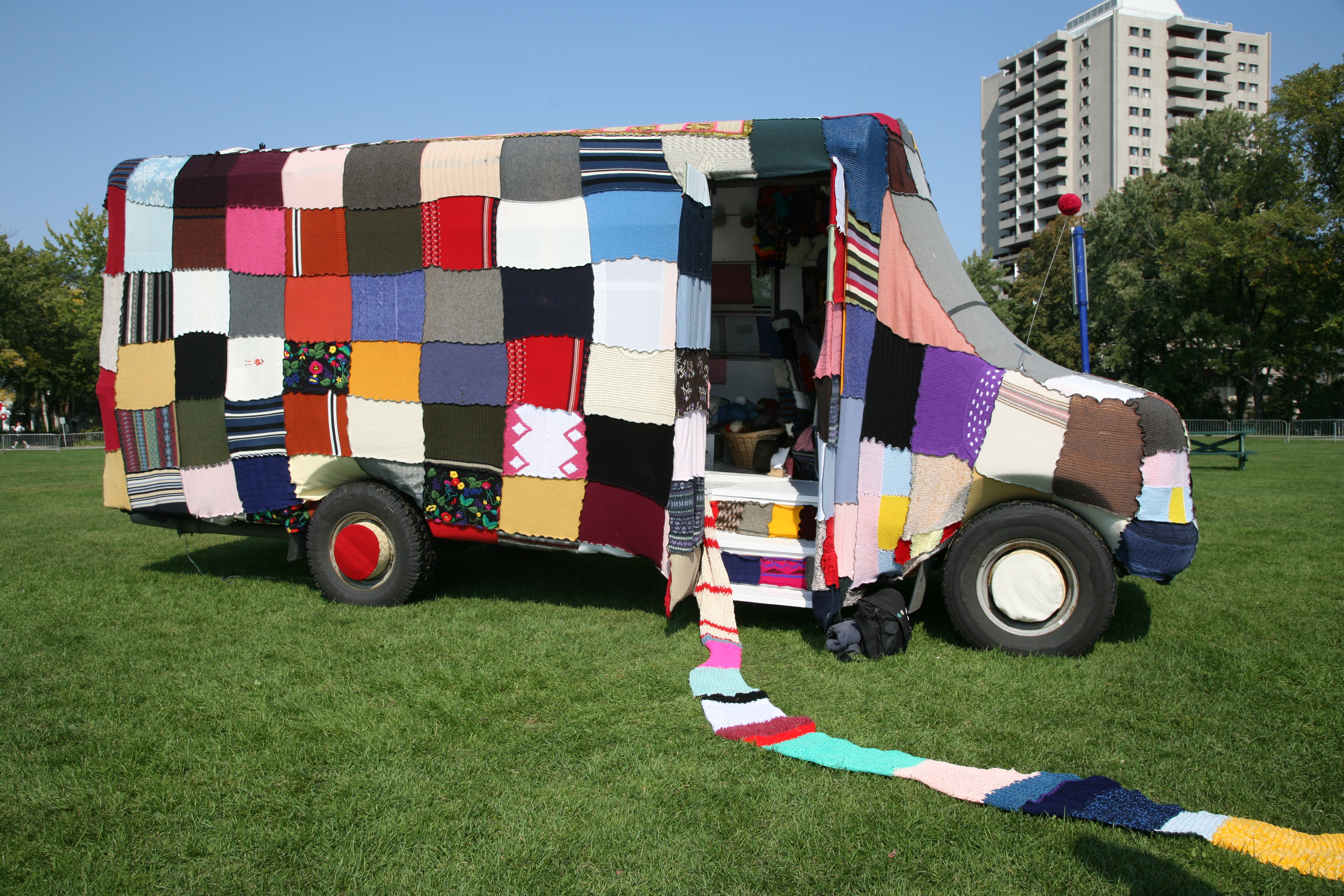